# Acanthephippium
Genre
Classification phylogénétique
Acanthephippium est un genre d'orchidées d'Asie du Sud-Est comptant une douzaine d'espèces. 

## Étymologie
Le nom d'Acanthephippium a été créé à partir du grec "acanthos" = "épine" et "ephippion" = "siège", vient de la forme du labelle.

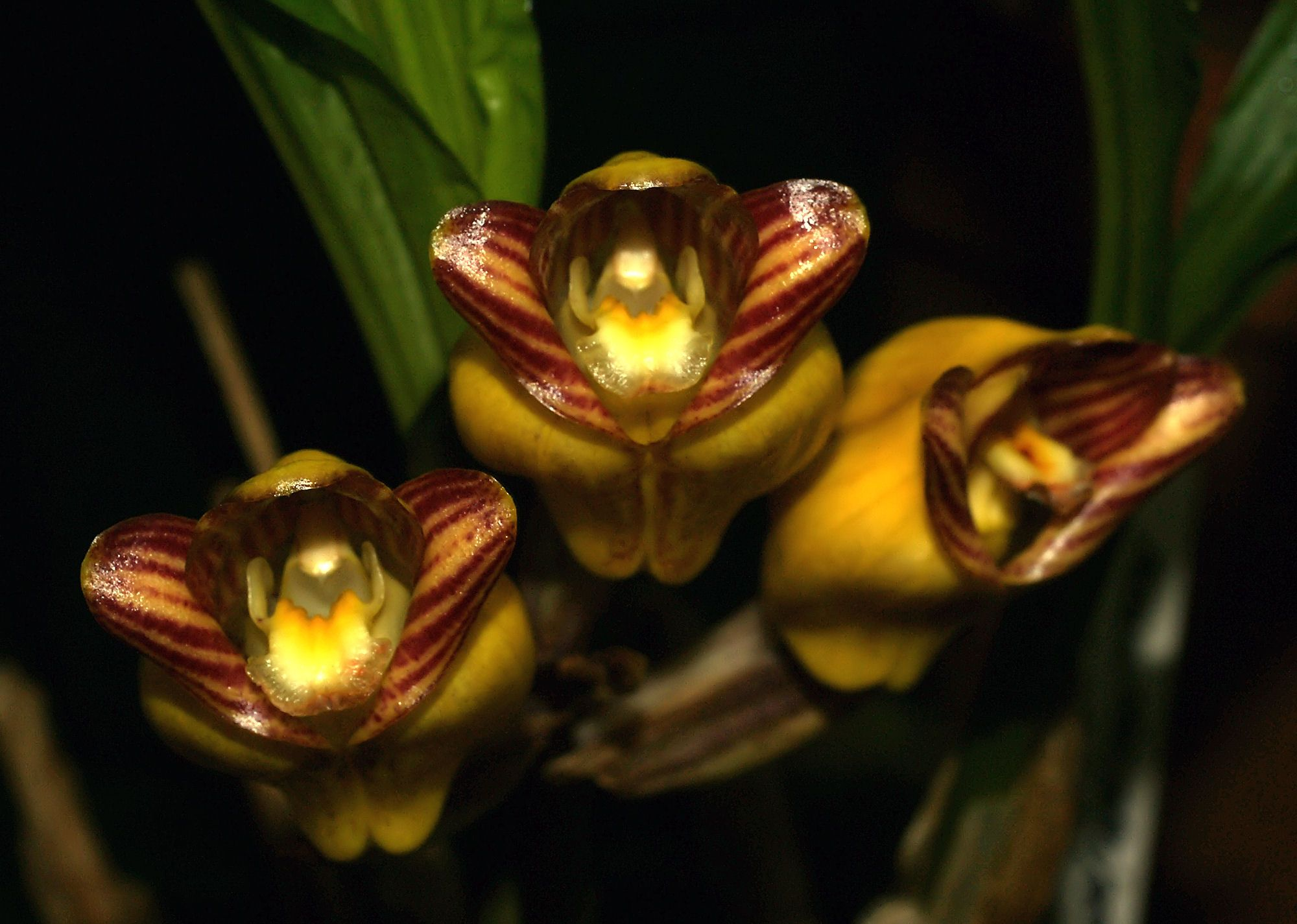
Acanthephippium mantinianum

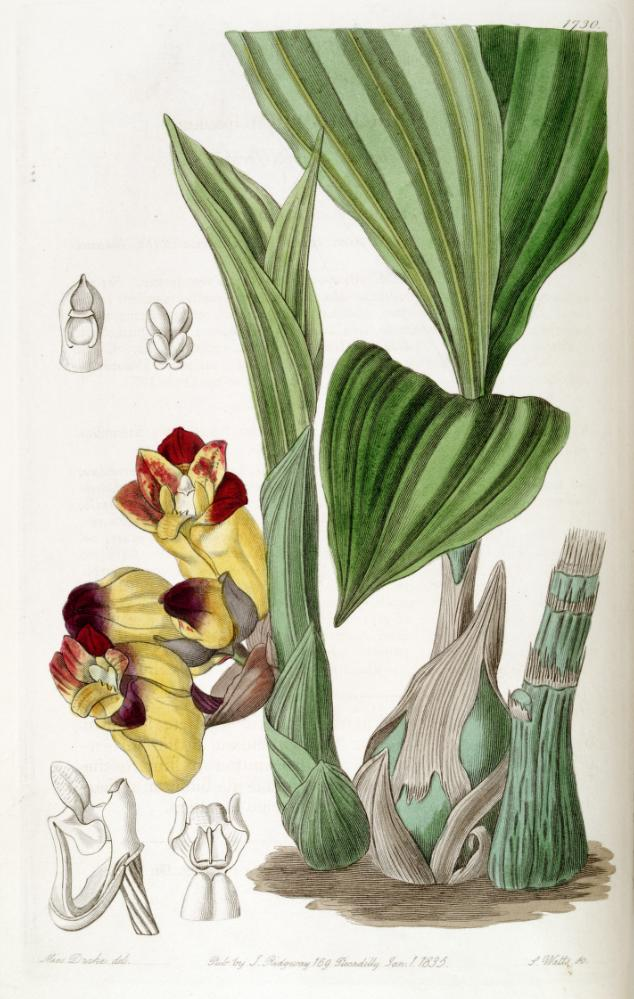
Acanthephippium bicolor

## Liste des espèces
Liste des espèces 
- Acanthephippium bicolor
- Acanthephippium chrysoglossum
- Acanthephippium curtisii
- Acanthephippium eburneum
- Acanthephippium gougahensis
- Acanthephippium javanicum
- Acanthephippium lilacinum
- Acanthephippium mantinianum L.Linden & Cogn. 1896
- Acanthephippium parviflorum
- Acanthephippium pictum Fukuy. 1935
- Acanthephippium splendidum
- Acanthephippium striatum Lindl. 1838
- Acanthephippium sylhetense

## Description
Orchidées terrestres atteignant 80 centimètres
Grandes fleurs rayées, charnues, poisseuses de 4 centimètres de long, ressemblant un peu à une tulipe.

## Répartition
Forêts tropicales d'Asie du Sud-Est de l'Inde jusqu'à la Chine et la Nouvelle-Guinée.